# Sciophila cornuta
Sciophila cornuta är en tvåvingeart som beskrevs av Zaitzev 1981. Sciophila cornuta ingår i släktet Sciophila och familjen svampmyggor. Inga underarter finns listade i Catalogue of Life.